# Афатиніб
Афатиніб (англ. Afatinib, лат. Afatinibum) — синтетичний лікарський препарат, який належить до групи інгібіторів протеїнтирозинкінази, що застосовується перорально. Афатиніб розроблений у лабораторії компанії «Boehringer Ingelheim», яка випускає препарат під торговою назвою «Гіотриф».

## Фармакологічні властивості
Афатиніб — синтетичний лікарський засіб, який належить до групи інгібіторів протеїнтирозинкінази. Механізм дії препарату полягає в інгібуванні ферментів тирозинкінази HER1, ERBB2, ERBB3 та ERBB4. Це призводить до незворотнього блокування сигналів від рецепторів епідермального фактору росту, наслідком чого є порушення процесів мітозу та проліферації клітин. Оскільки мітотична активність є більшою в пухлинних клітин, то афатиніб переважно блокує ріст та проліферацію пухлинних клітин, а також може спричинювати регрес пухлини. Більшу ефективність афатиніб виявляє у хворих з недрібноклітинним раком легень з мутацією рецепторів епідермального фактора росту, зокрема з делецією 19-ї хромосоми. Афатиніб також збільшує тривалість життя хворих з недрібноклітинним раком легень з мутацією гена, та є ефективнішим у порівнянні з іншими інгібіторами тирозинкінази, зокрема гефітинібом та ерлотинібом, а також із хіміотерапевтичними препаратами, проте він є ефективним лише для хворих з мутаціями рецепторів епідермального фактору росту, та неефективний у хворих без такої мутації.

### Фармакокінетика
Афатиніб добре та швидко після перорального застосування, біодоступність препарату варіює у залежності від прийому їжі. Максимальна концентрація препарату в крові досягається протягом 2—5 годин після прийому препарату. Афатиніб майже повністю (на 95 %) зв'язується з білками плазми крові. Препарат проходить через плацентарний бар'єр, даних за виділення в грудне молоко людини немає. Афатиніб метаболізується у печінці, з утворенням малоактивних метаболітів. Виводиться препарат переважно (на 85,4 %) із калом, частково із сечею у вигляді метаболітів. Період напіввиведення афатинібу становить 37 годин, цей час може змінюватися у хворих із порушенням функції печінки.

## Покази до застосування
Афатиніб застосовують при недрібноклітинному раку легень, як місцево розповсюдженого, так і метастатичному, із мутацією рецептора епідермального фактору росту.

## Побічна дія
При застосуванні афатинібу спостерігаються наступні побічні ефекти:
- Алергічні реакції та з боку шкірних покривів — шкірний висип, свербіж шкіри, алопеція, сухість шкіри, акне, синдром Стівенса-Джонсона, синдром Лаєлла, долонно-підошовний синдром, гарячка, ураження нігтів.
- З боку травної системи — стоматит, сухість у роті, нудота, блювання, діарея або запор, гепатит, печінкова недостатність, хейліт, диспепсія, панкреатит, погіршення апетиту.
- З боку нервової системи та органів чуттів — кон'юнктивіт, сухість склер, кератит, порушення смакової чутливості.
- З боку дихальної системи — носова кровотеча, ринорея, задишка, кашель, інтерстиційна хвороба легень, пневмоніт, респіраторний дистрес-синдром.
- Інші побічні ефекти — серцева недостатність, спазми м'язів, біль у спині, ниркова недостатність, цистит, пароніхія, підвищена втомлюваність.
- Зміни в лабораторних аналізах — анемія, нейтропенія, підвищення рівня креатиніну та сечовини в крові, підвищення рівня білірубіну в крові, підвищення рівня активності амінотрансфераз та лужної фосфатази в крові, гіпокаліємія.

## Протипокази
Афатиніб протипоказаний при підвищеній чутливості до препарату, важкому порушенні функції печінки, при вагітності та годуванні грудьми, особам віком до 18 років.

## Форми випуску
Афатиніб випускається у вигляді таблеток по 0,02; 0,03; 0,04 та 0,05 г.